# Sergej Širobokov
Sergej Širobokov (in russo Серге́й Влади́мирович Широбо́ков?; 11 febbraio 1999) è un marciatore russo.

## Biografia
Nel 2017 ha partecipato ai campionati del mondo di Londra, conquistando la medaglia d'argento nella marcia 20 km, gareggiando come atleta neutrale autorizzato, a seguito della squalifica della federazione d'atletica della Russia, conseguente alla scoperta del doping di Stato in Russia.
Nel maggio 2018 la IAAF lo ha sospeso  cautelativamente per aver partecipato, assieme ad altri cinque atleti russi, ad una sessione di allenamento a Karakol in Kirghizistan con l'allenatore Viktor Chegin, ex ct della nazionale russa di marcia, radiato dall'agenzia antidoping Rusada. La sospensione ha comportato la revoca dell'autorizzazione a partecipare tra gli Atleti Neutrali Autorizzati alla coppa del mondo in programma a Taicang in Cina.

## Progressione

### Marcia 10000 m
| Stagione | Tempo    | Luogo     | Data      | Rank. Mond. |
| -------- | -------- | --------- | --------- | ----------- |
| 2017     | 43'21"29 | Grosseto  | 22-7-2017 |             |
| 2016     | 40'58"0  | Soči      | 28-2-2016 |             |
| 2015     | 41'52"69 | Čeboksary | 12-6-2015 |             |

### Marcia 20 km
| Stagione | Tempo    | Luogo     | Data      | Rank. Mond. |
| -------- | -------- | --------- | --------- | ----------- |
| 2017     | 1h18'25" | Soči      | 18-2-2017 | 4º          |
| 2016     | 1h22'31" | Čeboksary | 25-6-2016 | 104º        |

## Palmarès
| Anno                                                | Manifestazione   | Sede     | Evento         | Risultato | Prestazione | Note |
| --------------------------------------------------- | ---------------- | -------- | -------------- | --------- | ----------- | ---- |
| In rappresentanza della Russia                      |                  |          |                |           |             |      |
| 2015                                                | Mondiali allievi | Cali     | Marcia 10000 m | Oro       | 42'24"41    |      |
| In rappresentanza degli Atleti Neutrali Autorizzati |                  |          |                |           |             |      |
| 2017                                                | Europei under 20 | Grosseto | Marcia 10 km   | Oro       | 43'21"29    |      |
| 2017                                                | Mondiali         | Londra   | Marcia 20 km   | Argento   | 1h18'55"    |      |